# Паркер, Джош
Джошуа Паркер (англ. Joshua Parker; род. 1 декабря 1990, Слау, Беркшир) — английский и антигуанский футболист, нападающий клуба «Оксфорд Сити» и сборной Антигуа и Барбуды.

## Клубная карьера
Воспитанник клуба «Куинз Парк Рейнджерс». В январе 2010 года на правах краткосрочной аренды перешёл в клуб Национальной лиги «Уимблдон», за который сыграл два матча. 10 апреля того же года дебютировал за «Куинз Парк» в Чемпионшипе, появившись на замену на 90+1 минуте в матче 43-го тура против «Кристал Пэлас». До конца сезона он сыграл ещё в трёх матчах чемпионата. Осенью 2010 года Паркер выступал в аренде за команды Лиги 2 «Уиком Уондерерс» и «Нортгемптон Таун». Летом 2011 года подписал контракт с клубом Лиги 1 «Олдем Атлетик», в составе которого выступал около полугода и сыграл 13 матчей. В марте 2012 года он был отдан в аренду в клуб из Лиги 2 «Дагенем энд Редбридж», а по окончании сезона покинул «Олдем Атлетик» и подписал контракт с другим клубом Лиги 2 «Оксфорд Юнайтед».
Летом 2013 года Паркер подписал контракт с клубом чемпионата Словении «Домжале». Дебютировал за новую команду 4 июля в матче отборочного этапа Лиги Европы УЕФА против румынской «Астры». По итогам сезона 2013/14 футболист сыграл 25 матчей в чемпионате страны и забил 11 голов, попав в число лучших бомбардиров лиги, однако его команда стала лишь шестой. По ходу следующего сезона игрок подписал контракт с сербской Црвеной Звездой, но в Сербии надолго не задержался. В 2015 году он был отдан в аренду в клуб из чемпионата Шотландии «Абердин», а затем вернулся в Англию, где выступал за клубы Лиги 1 «Джиллингем», «Чарльтон Атлетик» и «Уиком Уондерерс».

## Карьера в сборной
Впервые был вызван в сборную Антигуа и Барбуды в ноябре 2010 года на матчи второго этапа Карибского кубка 2010 и принял участие во всех трёх матчах. 10 июня 2015 года в домашнем матче отборочного раунда Чемпионата мира 2018 против сборной Сент-Люсии (1:3) Паркер впервые вышел на поле в качестве капитана сборной.